# Setter
Setter hace referencia a tres razas de perros de caza.
Probablemente originarias de España en el transcurso de la Edad Media, estas razas evolucionaron a partir de una de perro de caza que durante la cacería se echaba cuando encontraba aves para que pudieran ser atrapadas con una red por sus amos.

## Imágenes

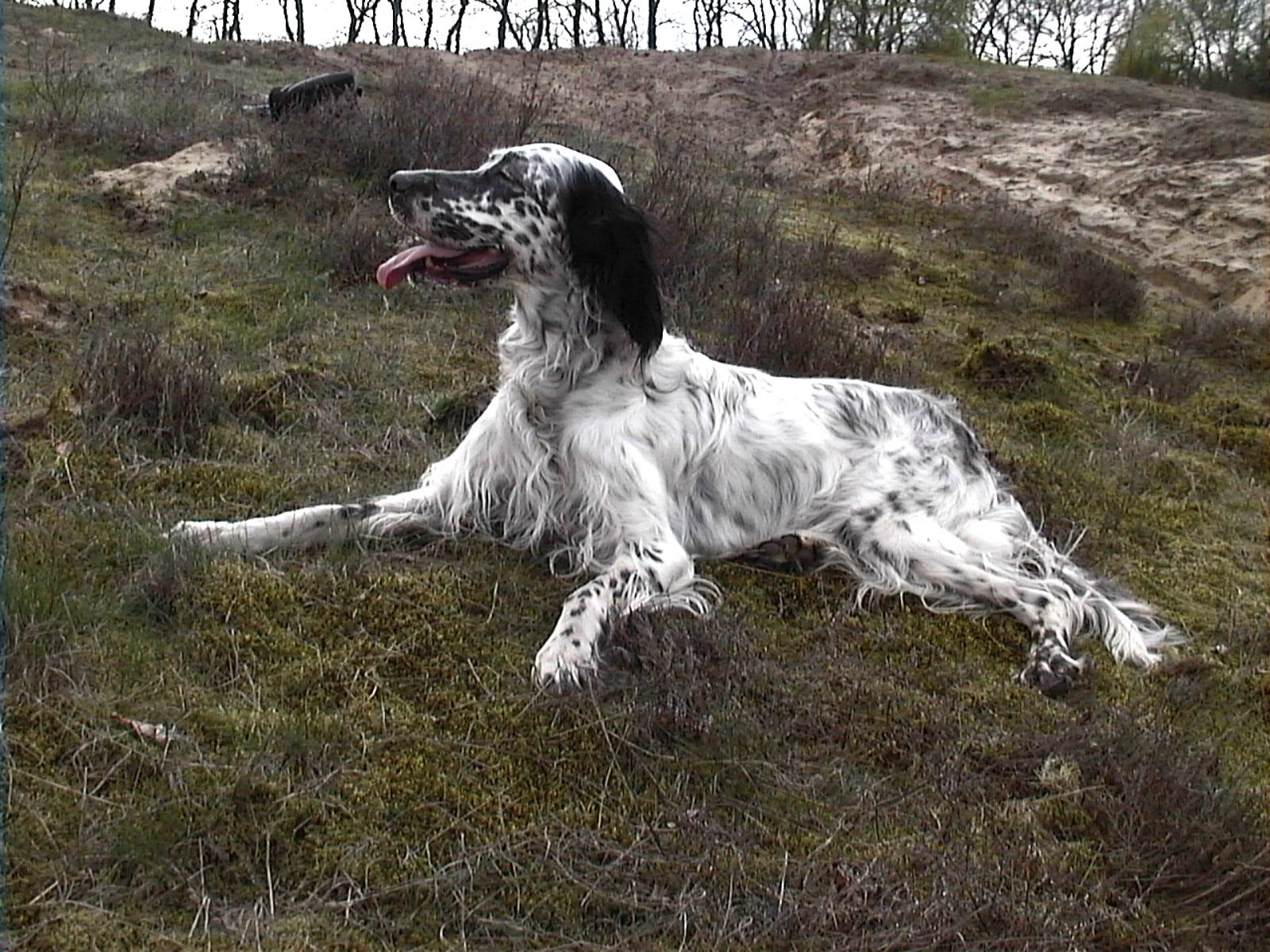
Setter inglés
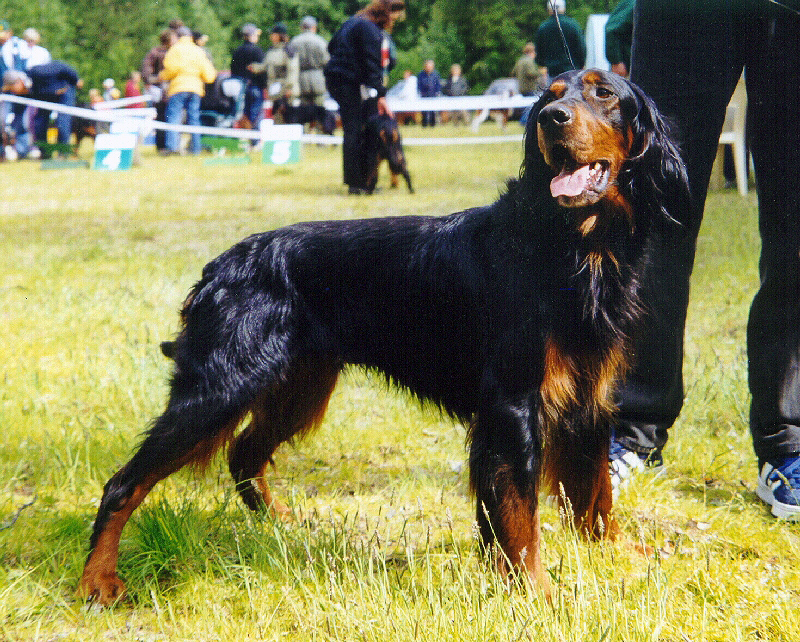
Setter escocés ("Gordon")
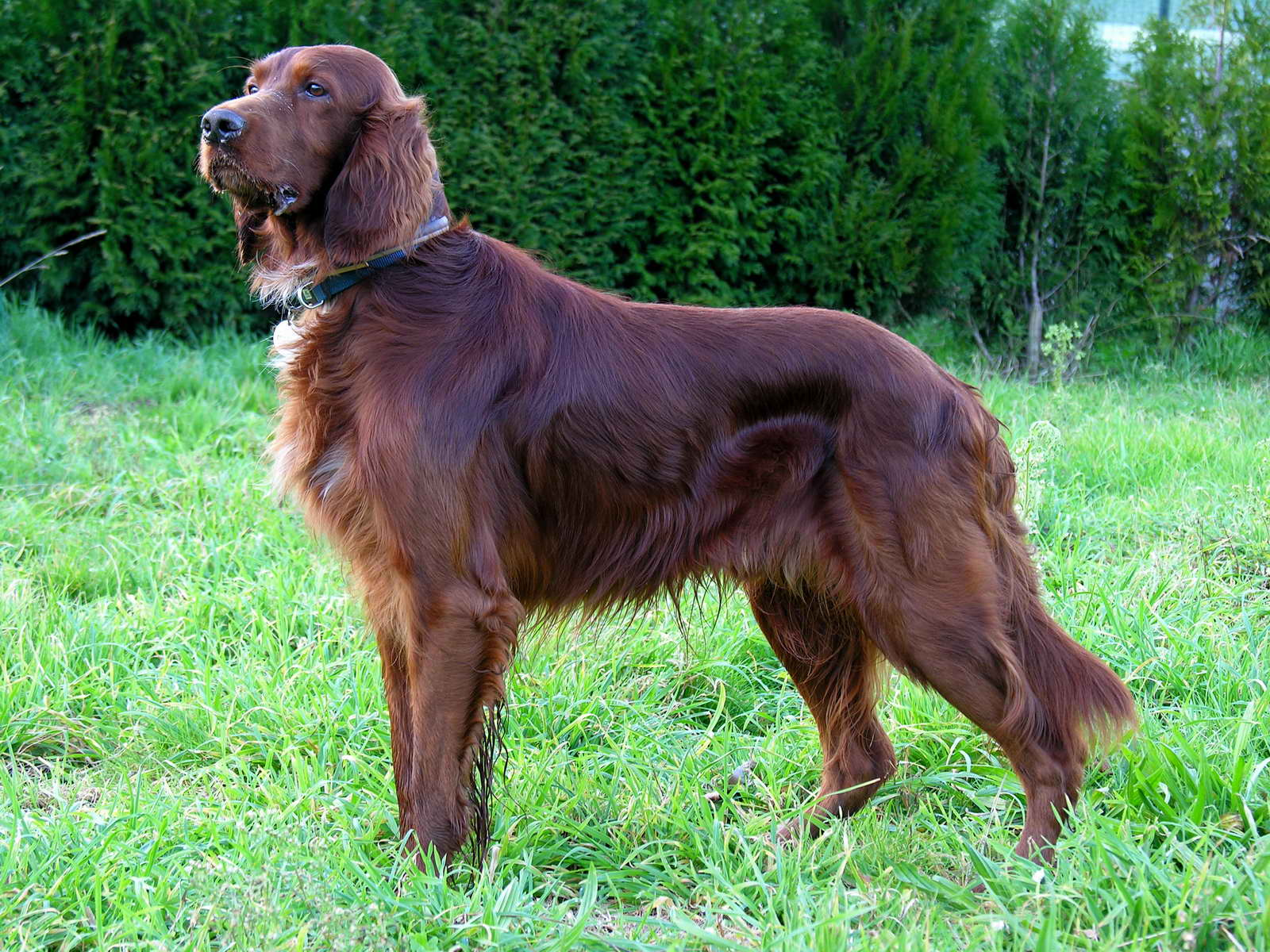
Setter irlandés
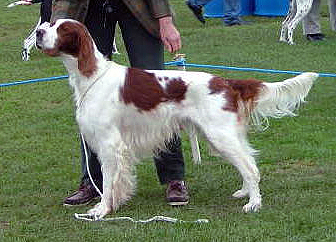
Setter irlandés rojo y blanco

## Características comunes y variedades
Los setters tienen pelaje largo en las orejas, tórax, piernas y cola, pesan entre 20 y 32 kg y miden de 58 a 69 cm.
- El Setter inglés se comienza a criar en el siglo XV. Puede ser de color blanco, blanco y negro, marrón e incluso blanco con manchas oscuras.
- El Gordon setter se origina durante el siglo XVII en Escocia. Es un perro ligero, cubierto de pelaje ondulado negro con marcas color café claro.
- El Setter irlandés rojo y blanco es el setter irlandés originario. Criado desde el siglo xvii, hoy es relativamente poco frecuente debido al predominio del setter irlandés rojo.
- El Setter irlandés es una variedad del originario, criado en Irlanda en el siglo XVIII. Tiene como característica distintiva el pelo rojizo y liso.